# 2024年萨尔瓦多大选
薩爾瓦多在2024年2月4日舉行大選，選出總統、副總統與立法議會全部60席議員。隨後於2024年3月3日舉行了第二輪選舉，選民選出了該國所有44名市長和市議會議員以及薩爾瓦多中美洲議會（PARLACEN）的所有20名代表。
最高選舉法院（TSE）允許十三個政黨參加選舉。七個政黨提出了總統候選人，包含競選連任的新理念現任總統納伊布·布格磊。 十組政黨參與了立法選舉，11組政黨參與地方選舉，以及九組政黨參與中美洲議會選舉。民調顯示，現任總統布格磊與執政黨在總統、議會、地方選舉皆取得領先。

## 背景

### 納伊布·布格磊的總統任期

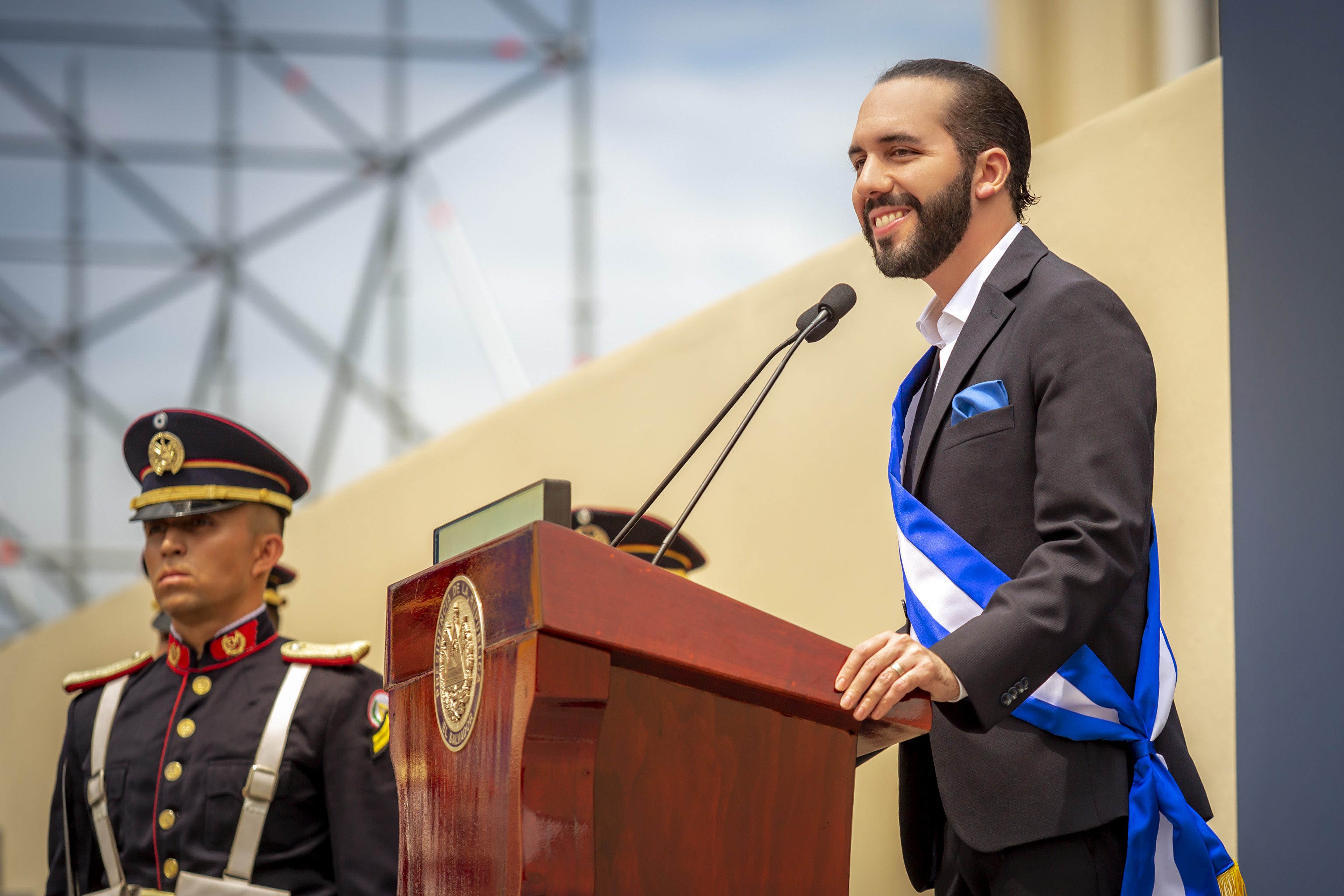
納伊布·布格磊於2019年6月1日就職典禮當天發表談話

圣萨尔瓦多前市长纳伊布·布克爾以53%的选票赢得2019年萨尔瓦多总统选举。他使用國家團結大聯盟的名義下竞选，使他成为自何塞·纳波莱昂·杜阿尔特以来第一位不是该国两大政党之一的总统。 布格磊当选被认为是萨尔瓦多政治史上最具影响力的事件之一，因为许多政治家和记者将其形容为打破了该国的两党制度。
在整個總統任期內，布格磊的政府被描述為獨裁和專制， 導致許多記者批評是民主倒退。 他的COVID-19封鎖措施導致超過4,200人被國家公民警察逮捕，因此遭受批評。 2020年2月，他因派遣40名士兵進入立法議會向立法者施壓，要求批准一筆1.09億美元的貸款，做為他的安全計畫「領土控制計劃」的資金。批評者稱這是政變未遂。 2020年9月，《燈塔報》指控布格磊與該國的犯罪團體，特別是MS-13和18街幫進行談判，以降低犯罪率。布格磊和他的政府否認了這些指控。 美國政府將多位布格磊政府官員列為腐敗分子。 在2021年立法選舉中，布格磊創立的新政黨新理念在立法議會、市鎮和中美洲議會贏得了絕對多數席位。 第十三屆立法議會於2021年5月1日上任，埃內斯托·卡斯楚當選立法議會議長。 卡斯楚當選後，新理念、國家團結大聯盟（GANA）、基督教民主黨（PDC）和國家聯盟黨（PCN）的64名議員投票罷免總檢察長勞爾·梅拉拉（Raúl Melara）和五名最高法院法官的憲法法院職務。布格磊後來任命了新的總檢察長和新的大法官，這被稱為一場自我政變。
在2022年3月謀殺案激增後，布格磊政府開始了打擊黑幫行動，又稱「例外狀態」（Régimen de Excepción）和「反幫派戰爭」（Guerra Contra las Pandillas）。據報導，截至2024年1月11日，逮捕超過75,163名被指控的幫派成員，至2023年5月10日，已有144至152人在拘留期間死亡。 此後，政府當局多次延長鎮壓行動，國際特赦組織和人權觀察等組織指控當局任意逮捕、酷刑和侵犯人權。 2023年1月3日，國防部長雷內·梅里諾·蒙羅伊宣布，2022年共發生496起兇殺案，比2021年的1,147起兇殺案有所減少。梅里諾將數量減少歸因於幫派鎮壓。 國家共和聯盟（ARENA）、馬解陣線（FMLN）和新時代的政治人物將這次鎮壓稱為支持政府和恐嚇反對派的政治和選舉策略。
儘管有爭議和負面新聞報導，布格磊依然受到人民歡迎，支持率一直徘徊在80%到90%之間。 他被認為是薩爾瓦多歷史上最受歡迎的總統之一，也是最受歡迎的拉丁美洲現任國家元首之一。

### 總統連任爭議
2021年9月3日，最高法院裁定薩爾瓦多總統有資格競選連任，廢除了2014年要求總統等待十年才能競選再任的裁決。2021年的法院裁決使布格磊有資格競選2024年總統。 儘管國家共和聯盟（ARENA）與馬解陣線（FMLN）提出抗議，最高選舉法院（TSE）仍接受最高法院的裁決。 美國大使臨時代辦珍·伊莉莎白·馬內斯將薩爾瓦多政府所採取的道路與烏戈·查維茲領導的委內瑞拉政府相提並論。 2023年3月1日，最高法院憲法庭五名成員中的四名確認允許總統連任。
2022年9月15日，在紀念該國脫離西班牙獨立201週年的演講中，布格磊正式宣布競選連任， 儘管他曾在擔任總統之前和總統期間表示反對連任。 布格磊以大多數已開發國家皆允許連任做為自己競選連任的理由，他唸出了國際貨幣基金（IMF）考慮投資的39個國家名單，並表示名單上除韓國外的所有國家都允許連任。 他也表示，只有第三世界國家才有連任限制。 布格磊認為，已開發國家批評他的聲明是虛偽的。 2023年6月25日，布格磊正式向新理念登記總統預選資格， 並於7月9日獲得新理念正式提名為其總統候選人。
如果布格磊贏得連任，他將成為自馬克西米利亞諾·赫南德茲·馬丁內茲準將（1931-1934年和1935-1944年在任）以來第一位連任並擔任多屆總統的人。 此外，他是自安東尼奧·薩卡（2004-2009年）以來第一位尋求再任的總統。 媒體將布格磊與洪都拉斯的胡安·奧蘭多·葉南德茲、尼加拉瓜的丹尼爾·奧蒂嘉相提並論，他們皆利用自己國家的最高法院和憲法改革來競選連任。 根據弗朗西斯科·加維迪亞大學（UFG）在2022年10月進行的一項民意調查，76%的受訪者認為，如果布格磊在2024年連任，他將在2029年的總統選舉中競選第三個任期。 布格磊含蓄地否認他將競選第三個任期，表示他「不會尋求...無限期連任」，並補充說他「只被授權競選第二個任期」。

#### 對連任的批評與反對

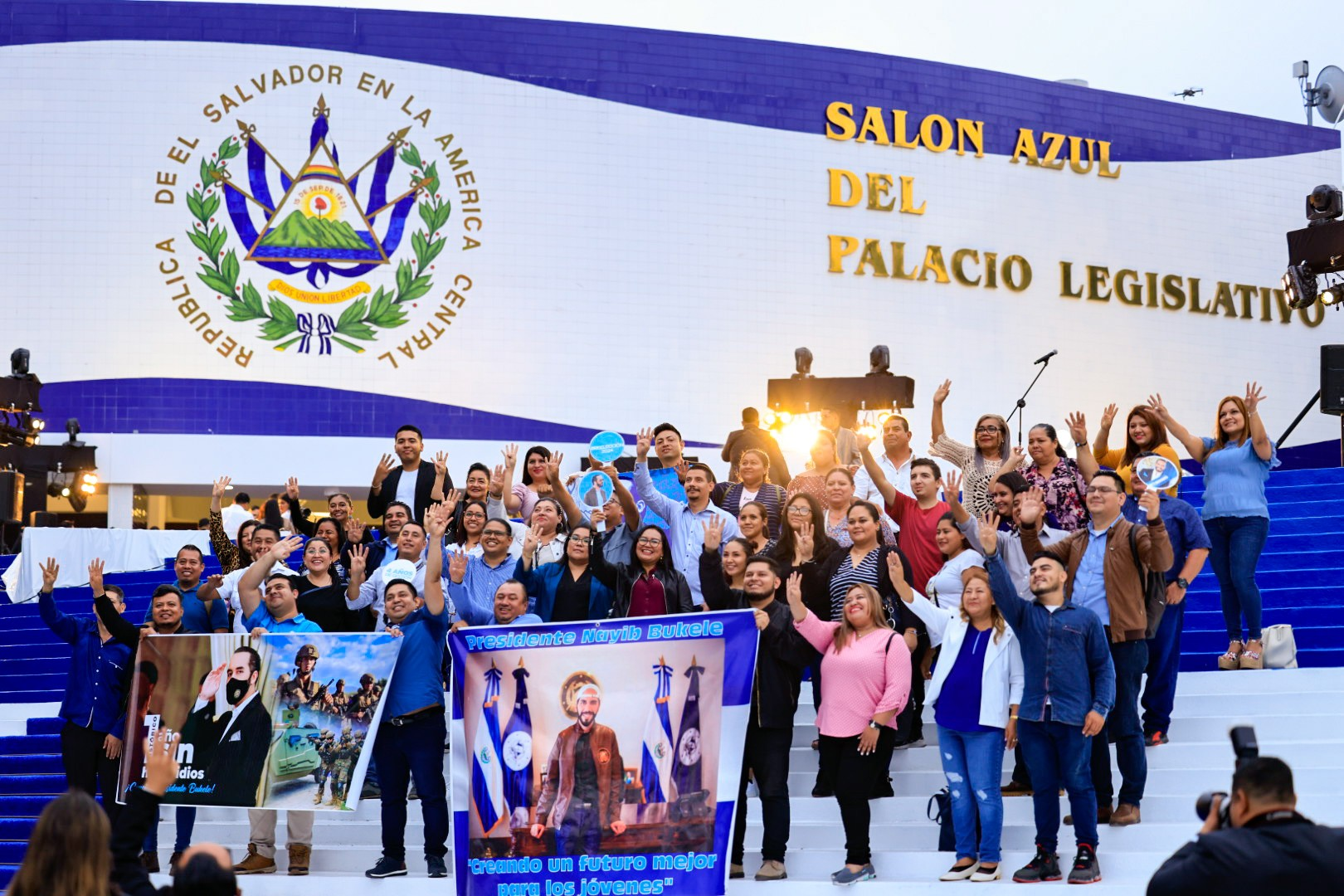
在立法議會前的布格磊連任支持者

布格磊宣布競選連任受到憲法律師的批評，他們表示，他的連任將違憲，並違反的少四項薩爾瓦多憲法條款。 在布格磊登記成為黨內總統預候選人後，非政府組織「公民行動」執行長愛德華多·艾斯科巴（Eduardo Escobar）表示，「一切都是違憲的，他們只是想用這些花招給一切披上合法的外衣」（「一切都是違憲的，他們只是想用這些設備給一切賦予合法性」）。 時任馬解陣線總統候選人曼努埃爾·弗洛雷斯表示，「法律就是法律，法律規定不能連任」，並補充說，憲法是「明確」禁止連任。 公民抵抗（Citizen Resistance）政治人物魯本·薩莫拉表示，立法議會必須根據憲法暫停總統連任預選候選人布格磊作為薩爾瓦多公民的權利。 薩莫拉和瓦莫斯議員克勞蒂亞·歐提茲都認為，該國憲法第75、88、131、152、154和248條禁止連任。
2023年5月1日，包括馬解陣線和新時代在內的36個左派組織舉行抗議遊行，紀念國際勞動節和反對布格磊的連任競選和鎮壓幫派。 抗議者還要求將最低工資從365美元提高到500美元，尊重工人權利，並釋放在幫派鎮壓中被捕的無辜者。 9月15日，多個組織和公民運動再次舉行反對連任的抗議遊行。遊行隊伍從羅薩萊斯醫院前往傑拉多·巴里奧斯廣場。 抵抗與民眾叛亂集團（Resistance and Popular Rebellion Bloc）發言人弗朗西斯科·奧馬爾·帕拉達（Francisco Omar Parada）表示，此次遊行是抗議總統連任、削減市鎮和立法議會席位、「破壞」民主制度以及總統、司法部門、總檢察長辦公室和其他國家機構的「非法控制」。 國家共和聯盟（ARENA）、馬解陣線（FMLN）、新時代總統候選人以及立法議會各個反對派代表都參加了抗議活動。
2023年10月與11月，各方總共向最高選舉法院（TSE）提交了10份正式請求，要求該機構不要登記布格磊的總統候選人資格，或者在他啟動登記程序後取消候選人資格。這些請求是由新時代、國家共和聯盟和各種非政府組織所提出。 11月9日，最高選舉法院重申布格磊的候選資格合法，並駁回了所有要求其候選資格無效的請願。
支持布格磊連任的副總統費利克斯·烏佑亞曾建議他在選舉前六個月尋求休假或獲得最高法院的明確許可。 2023年4月，烏佑亞表示布格磊正在尋求「第二次任期」而不是連任，並補充說，雖然憲法禁止連任，但未禁止第二次任期。 包括烏佑亞在內的一些政界人士也建議布格磊在選舉前六個月辭職，以便能夠合法地尋求連任，但憲法律師安立奎·阿納亞（Enrique Anaya）表示，辭職將取消布格磊的法律豁免權，他可能因涉嫌貪汙和侵犯人權而遭到起訴， 而其他憲法律師則表示，無論如何，他的連任競選就是違憲。 烏佑亞和新思想副主席克里斯蒂安·格瓦拉（Christian Guevara）表示，布格磊和烏佑亞都將在2023年12月1日之前辭職，如果他們贏得連任，即距離他們第二次就職還有六個月，將可就任總統。 11月28日，布格磊宣布他將於12月1日向立法議會請假，解除他作為總統的職責，以便專注於總統競選活動。 布格磊於11月30日獲準休假，他的私人秘書克勞蒂亞·羅德里格斯·德格瓦拉被任命為總統指定人。 她於第二天就職，但她的任命被批評違憲。

### 詐欺指控
2023年1月18日，立法議會通過決議，將選舉舞弊的刑事處罰提高至15至20年監禁，高於先前的4至6年監禁。此外，如果是幫派成員，刑罰將進一步增加至20至30年監禁。 2月16日，立法議會通過法律，規定阻礙選舉候選人的登記程序是非法的。根據更新後的刑法，阻礙候選人登記在法律上被視為選舉欺詐，將可判處6至20年監禁。 律師和選舉專家聲稱，更新後的法律將用於對付那些反對布格磊連任競選的人；愛德華多·艾斯科巴（Eduardo Escobar）和克里斯托薩（Cristosal）反腐敗委員會主席露絲·埃萊奧諾拉·洛佩茲（Ruth Eleonora López）聲稱這是恐嚇和威脅。
除了唯一身份證明文件（DUI；薩爾瓦多人的主要身份證件），最高選舉法院（TSE）法官胡立歐·歐立佛與朵拉·馬丁尼茲·德巴拉奧納（Dora Martínez de Barahona） 建議使用生物辨識技術，特別是指紋識別，以確保選舉安全。 薩爾瓦多政府的捍衛人權辦公室是2024年選舉的觀察員。 2023年3月，由五個薩爾瓦多公民社會團體發起的選民倡議組織「選民」（Votante）向最高選舉法院請求允許聯合國、美洲國家組織（OAS）和[[]歐盟]]（EU）監督選舉。 3月26日，最高選舉法院啟動接受國際觀察員監督選舉的程序。 最高選舉法院預計將有近5,800名國內和國際觀察員監督選舉。2023年9月，最高選舉法院正式向美洲國家組織和歐盟提出監督2024年選舉過程 美洲國家組織接受了最高選舉法院的提議，而歐盟則表示將支持選舉進行。 巴拿馬前副總統{[link-en|伊莎貝爾·聖馬洛|Isabel Saint Malo}}擔任本次美洲國家組織選舉觀察團團長。 2023年10月，最高選舉法院宣布與墨西哥蒙特雷科技大學簽署協議，以審查僑民電子投票流程， 並與CGTS Corp. Inc.簽署另一項協議，以審核僑民電子投票流程與僑民選舉登記處。
2022年10月18日，立法議會通過了《海外行使選舉權特別法》，允許居住在國外的薩爾瓦多人在總統和立法選舉中以電子方式投票，但不能在市鎮或中美洲議會選舉使用電子投票。 最高選舉法院於2022年11月17日宣布，將保障海外薩爾瓦多人在2024年選舉中投票的權利。 最高選舉法院表示，截至2023年8月19日，2024年共有53個國家的 685,026名薩爾瓦多僑民有資格投票。 根據《選舉法》，他們的選票將被計入聖薩爾瓦多省。 一些反對派人士主張該法律將導致選民詐欺， 而卡斯楚則否認僑民投票過程中會發生詐欺的觀點。
根據《政黨法》，最高選舉法院不監督政黨初選是否有違規行為。 2023年6月，新理念的一些成員聲稱該黨初選有違規行為。他們批評該黨實施單一候選人初選，並提拔布格磊的親屬參加市鎮選舉。 7月1日，新理念全國選舉委員會宣布，將啟動內部調查程序，以確保該黨章程和規定獲得遵守，將對試圖操縱選舉過程的人進行懲罰，並移交給國家司法系統。 7月31日，新理念暫停了麗貝卡·桑托斯（Rebeca Santos）的議員候選人資格，因有影片顯示桑托斯的工作人員要求黨員提供密碼以投票支持她。 2023年6月30日，薩卡科約市長、國家團結大聯盟（GANA）黨員瑪麗亞·澤蒂諾（Mayra Zetino）宣布退黨，聲稱該黨初選過程缺乏透明度和信心不足。 該黨副主席兼立法議會代表吉勒摩·加列戈斯對澤蒂諾的聲明作出回應，表示黨內不存在任何違規行為。
根據UFG於2023年5月和6月進行的民意調查，62.8%的薩爾瓦多人認為選舉將「乾淨透明」，25%的人對選舉的合法性表示懷疑，9.7%的人認為選舉會存在舞弊行為。 中美洲大學於2023年11月進行的一項民意調查發現，45.2%的薩爾瓦多人認為選舉將是「乾淨的」，而31.5%的人認為會存在舞弊行為。

### 減少市鎮和立法席位

#### 初步提議、支持與批評
2022年12月30日，布格磊在推特上表示，他認為該國的262個市鎮應該減少到只有50個，並聲稱「將21,000平方公里的土地劃分為262 個市鎮是荒謬的」。 多位經濟學家、律師和政治人物認為，該提議是為了透過不公正劃分選區來鞏固權力， 將使新理念獲得選舉優勢， 並有利於政府操縱數據。 前最高選舉法院法官尤金尼奧·奇卡斯 (Eugenio Chicas) 譴責了這一提議，聲稱這是布格磊鞏固軍事獨裁「政治願景」的一部分。
加列戈斯表示支持布格磊的提議，並補充說他認為立法議會席次也應該減少。 烏佑亞支持減少立法議會席位，並建議將其從84個席位減少到50個席位。 2023年2月，卡斯楚證實，新理念正在考慮將立法議會代表人數從84名減少到64名，將市鎮數量從252個減少到50個。
新時代議員約翰·萊特稱在選後一年內提議減少議員人數「極其不負責任」。 克勞蒂亞·歐提茲也表達反對，表示該改革可能有助於新理念組成一個一黨專制國家。她也認為，進行選舉改革的時間已經過去，這些變化將違反選舉法。 依據第291-A條，該條禁止在選舉前一年內進行選舉改革。 2023年3月15日，立法議會投票廢除第291-A條，國家共和聯盟議員雷內·波蒂略·夸德拉（René Portillo Cuadra）稱其違憲。 美國非政府組織拉丁美洲華盛頓辦公室，稱之為「該國最新的倒退」。
2023年2月，國家團結大聯盟（GANA）議員努曼·薩爾加多（Numan Salgado）聲稱該國人民支持減少議員和市議員。 根據弗朗西斯科·加維迪亞大學當月進行的一項民意調查，約48.5%的薩爾瓦多人錯誤地認為薩爾瓦多已僅剩50個市鎮。 根據Fundaungo在2023年3月進行的民意調查，48.8%的薩爾瓦多人支持減少市鎮數量，44.2%的人反對。同時，80.2%的人支持減少立法席位，只有16.4%的人反對。 UFG在2023年5月進行的一項民意調查發現，66.4%的人支持減少市鎮，39.4%的人反對。 Fundaungo 隨後於2023年9月進行的一項民意調查發現，66.9%薩爾瓦多人支持減少市鎮，27.4%的人反對。

#### 立法議會批准

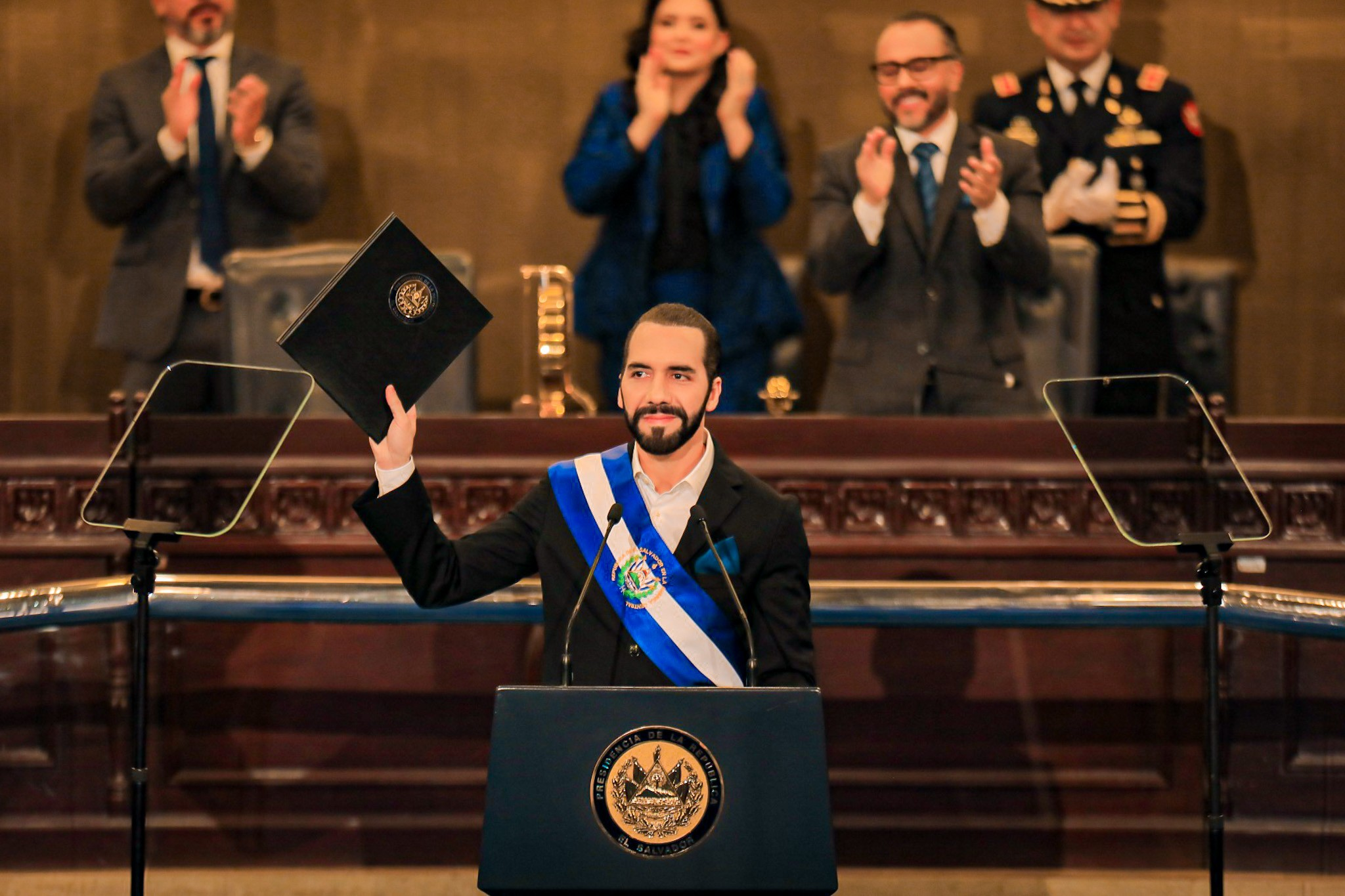
布格磊於2023年6月1日提議減少市鎮

在2023年6月1日慶祝就任第四年的演講中，布格磊正式提案，將市鎮數量從262個減少到44個，並將立法議會席位從84席減少到60席。 關於市鎮整併，他表示，目前的市鎮將轉為地區，市政員工仍可保留工作，社區仍能慶祝當地的傳統和習俗。布格磊認為，整併也將減輕市鎮的預算負擔，使「更公平」的稅收分配成為可能，並使選舉和審計變得更加容易。 關於立法議會席次減少，他表示議席數量將恢復到1992年《查普爾特佩克和平協定》簽署前的數量。他批評反對派「這個議會曾經只有60名代表，但不是出現在現在政府，有人不喜歡這一宣布，因為國家共和聯盟和馬解陣線在他們簽署的那場鬧劇中增加了24位代表，這是他們在『和平協議』中唯一完成的事」。
| 省         | 立法議會 | 立法議會 | 立法議會 | 市鎮 | 市鎮 | 市鎮  |
| 省         | 2021     | 2024     | +/–      | 2021 | 2024 | +/–   |
| ---------- | -------- | -------- | -------- | ---- | ---- | ----- |
| 阿瓦查潘   | 4        | 3        | ▼ 1      | 12   | 3    | ▼ 9   |
| 卡瓦尼亞斯 | 3        | 2        | ▼ 1      | 9    | 2    | ▼ 7   |
| 查拉特南戈 | 3        | 2        | ▼ 1      | 33   | 3    | ▼ 30  |
| 庫斯卡蘭   | 3        | 2        | ▼ 1      | 16   | 2    | ▼ 14  |
| 拉利伯塔德 | 10       | 7        | ▼ 3      | 22   | 6    | ▼ 16  |
| 拉巴斯     | 4        | 3        | ▼ 1      | 22   | 3    | ▼ 19  |
| 拉烏尼翁   | 3        | 2        | ▼ 1      | 18   | 2    | ▼ 16  |
| 莫拉桑     | 3        | 2        | ▼ 1      | 26   | 2    | ▼ 24  |
| 聖米格爾   | 6        | 5        | ▼ 1      | 20   | 3    | ▼ 17  |
| 聖薩爾瓦多 | 24       | 16       | ▼ 8      | 19   | 5    | ▼ 14  |
| 聖維森特   | 3        | 2        | ▼ 1      | 13   | 2    | ▼ 11  |
| 聖安娜     | 7        | 5        | ▼ 2      | 13   | 4    | ▼ 9   |
| 松索納特   | 6        | 5        | ▼ 1      | 16   | 4    | ▼ 12  |
| 烏蘇盧坦   | 5        | 4        | ▼ 1      | 23   | 3    | ▼ 20  |
| 總和       | 84       | 60       | ▼ 24     | 262  | 44   | ▼ 218 |

國家共和聯盟表示，削減是「一種策略，旨在讓選舉向他們（新理念）傾斜」。 克勞蒂亞·歐提茲表示，減少市鎮數量是為了讓新理念的市長受益，他們自2021年當選以來一直做得「非常糟糕」。馬解陣線代表馬萊尼·富內斯（Marleni Funes）聲稱布格磊想要確保對權力的控制，而且每個薩爾瓦多人都知道，當市鎮減少時，獲得的資源就會減少。 馬解陣線秘書長奧斯卡·歐提茲將這些提議稱為2024年選舉前夕的「制度詐欺」。
2023年6月7日，立法議會通過將議會席次從84席縮減至60席的提案。（Anabel Belloso）馬解陣線議員安娜貝爾·貝洛索聲稱縮減的目的是「繼續集中權力」，而其他反對派人士則認為縮減會降低小黨派的政治參與。 相反，國家團結大聯盟議員羅密歐·奧爾巴赫 (Romeo Aüerbach) 否認縮解席位會影響較小政黨的代表權。克勞蒂亞·歐提茲和國家共和聯盟代表塞薩爾·雷耶斯（César Reyes）聲稱此次席次裁減是為了確保並集中更多權力在新理念手中。
2023年6月13日，立法議會批准將市鎮數量從262個減少到44個，將於2024年5月1日生效。 洛培茲將減少市鎮的過程稱為「任性和異想天開」，並認為減少市鎮將遠離人民。 波蒂略·誇德拉波蒂略·夸德拉（René Portillo Cuadra）稱，這種縮減「適得其反」，因為這將使得市長需管理更多民眾。萊特聲稱，縮減將把權力集中到更少的人手中，而市政代表將變得「更不民主」。 他表示，縮減市鎮數量是選舉目標，而不是促進發展或省錢，並質疑缺乏研究來證明262個市鎮應減少到44個。針對反對派的批評，卡斯楚聲稱反對派正變得絕望，因為該國正在回歸「公平體系」。

## 選舉制度

### 選舉程序
薩爾瓦多原定於2019年總統選舉五年後和2021年立法選舉三年後舉行大選。 總統、副總統、60名立法議會代表、44名市長和市議會、20名中美洲議會代表皆透過直選產生。薩爾瓦多憲法規定選舉「自由、直接、平等和秘密」。 2022年8月11日，最高選舉法院宣布，總統、副總統和立法議會的選舉於2024年2月4日星期日舉行，44個市鎮和中美洲議會的選舉於2024年3月3日星期日舉行，如果有必要舉行第二輪總統選舉，則應在3月3日舉行。 投票從上午7點開始進行。至下午5點為止。.
在總統選舉中，候選人需要獲得絕對多數（50%+1）才能被宣佈為選舉獲勝者。如果沒有候選人獲得絕對多數，則獲得最多有效選票的兩名候選人將在第一輪投票後的三十天內進行第二輪投票。 立法議會議員的選舉採用漢狄法，2023年6月前使用黑爾數額最大餘額法。 同時，市長和市議員以及中美洲議會代表均透過開放名單比例代表制產生。立法議會的60名代表由全國14個省的14個選區選出，44名市長和市議會各由獨立選區選出，中美洲議會的20名代表由全國單一選區選出。

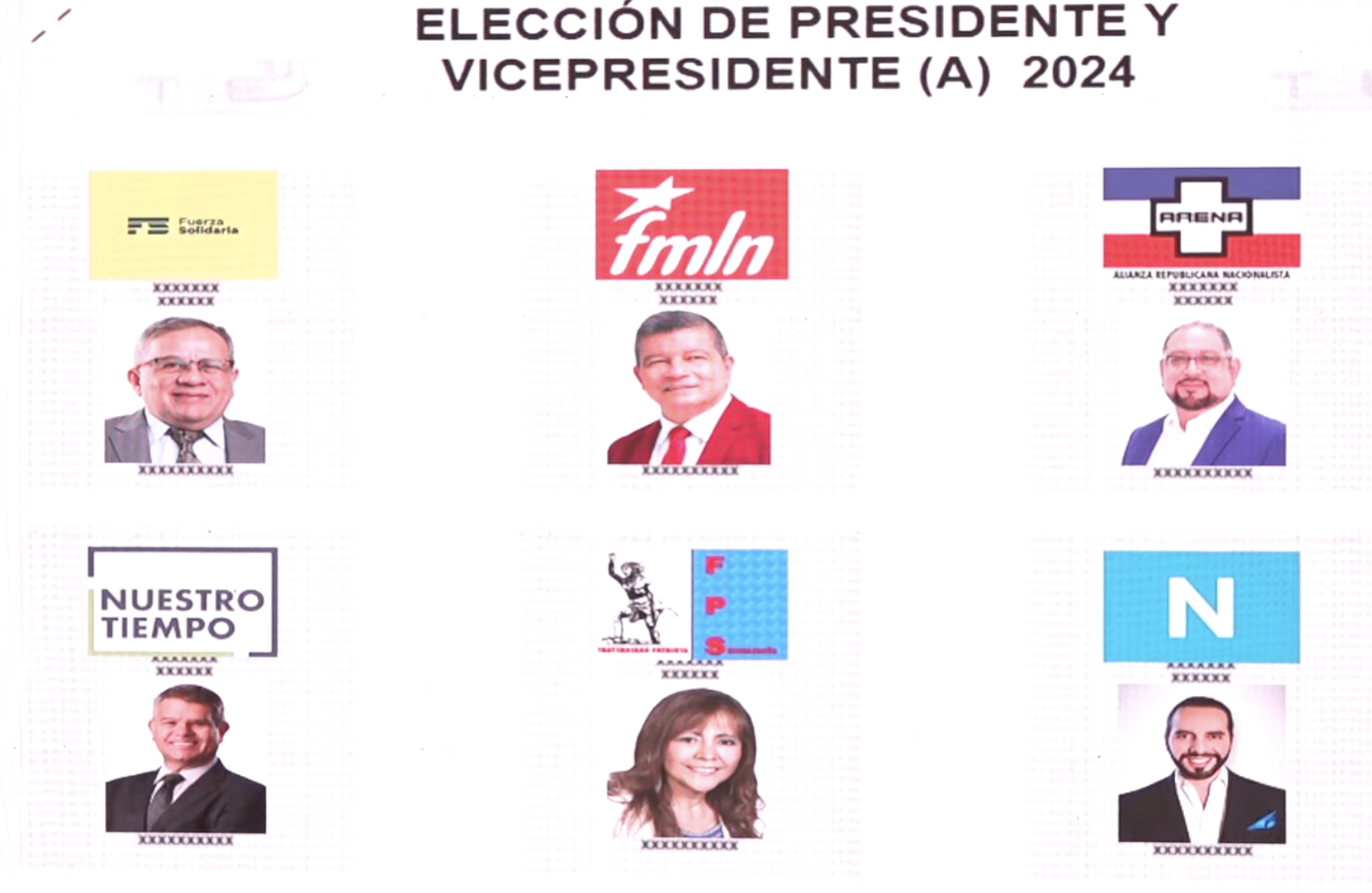
總統選舉選票排版

總統和副總統候選人必須年滿30歲，立法候選人必須年滿 5歲，市政候選人必須年滿21歲。所有候選人必須是薩爾瓦多出生公民。 根據《政黨法》第38條，參加立法議會、市鎮和中美洲議會選舉的政黨候選人總數中至少有30%是女性。 除當選的60名立法會議員和20名當選的中美洲議會議員（簡稱專有代表）外，另外還選出60名立法會候補議員和20名中美洲議會候補議員。44個市鎮的選民分別選出1名市長和不同數量的市議員。每個市議會由1名受託人、4名專有市議員和4名代理市議員組成。但有兩個城市選出8名專有市議員，另外兩個市選出了10名專有市議員。2024年選舉中共有624人當選擔任公職，比2021年的3,206人大幅減少。
全國共有1,595個投票中心。 投票為非強制性。 薩爾瓦多僑民的電子投票從2024年1月6日午夜開始。 僑民可以在30個國家的60個大使館和領事館所設置的81 處投票中心投票然而。有22個國家的42名合格選民無法投票。 所有四張選票（總統選票、立法選票、市鎮選票和中美洲議會選票）的設計均於2023年12月6日定案。

### 選舉資金

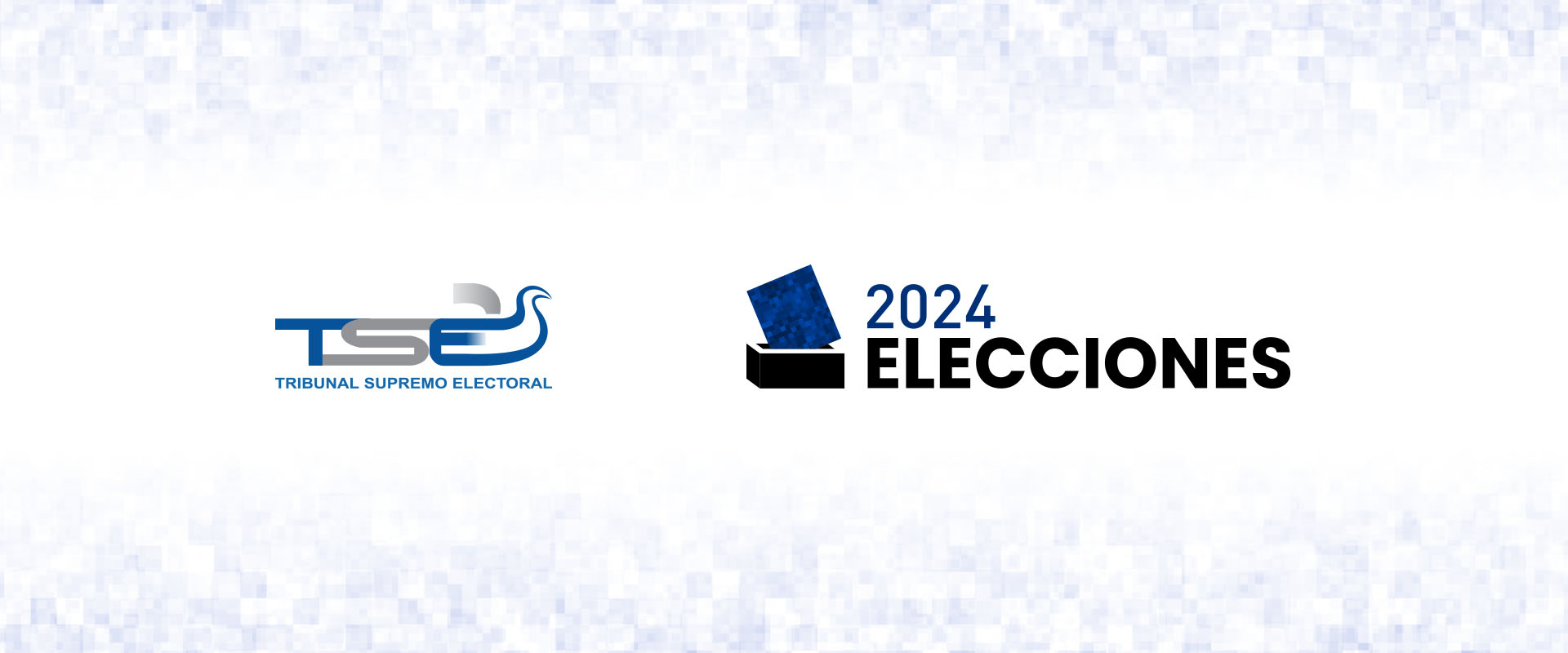
2024年選舉網頁橫幅

2022年12月，最高選舉法院法官諾爾·奧雷利亞納（Noel Orellana）預估2024年大選的僑民投票將花費2500至3000萬美元， 但後來修正為1.2億美元。 2023年2月，最高選舉法院宣布僑民投票將花費7,060萬美元，全國選舉將花費8,900萬美元，2024年選舉的總成本為1.597億美元。 2023年3月，最高選舉法院將預估金額調降至1.293億美元，並正式向立法議會請求資金。 立法議會於2023年3月15日批最高選舉法院的請求， 使2024年選舉成為薩爾瓦多歷史上最昂貴的選舉。
2023年6月10日，最高選舉法院宣布與薩爾瓦多產品和服務交易所（BOLPROS）就選舉採購程序達成協議。 6月20日，最高選舉法院宣布與全國慈善彩券（LNB）簽署了政黨財務資訊驗證的協議。透過該協議，最高選舉法院能夠將政黨提供的財務資訊與全國慈善彩券處理的數據進行比較。 6月29日，最高選舉法院宣布已與 Indra Solutions 簽約執行電子投票。

### 參選政黨
政黨必須最高選舉法院註冊才能參加選舉。下表列出了13個有資格參加2024年選舉的政黨。
| 政黨 | 政黨  | 政黨                      | 領導人                                          | 2021年選舉結果 | 2021年選舉結果 | 2021年選舉結果 |
| 政黨 | 政黨  | 政黨                      | 領導人                                          | 立法議會       | 市鎮           | 中美洲議會     |
| ---- | ----- | ------------------------- | ----------------------------------------------- | -------------- | -------------- | -------------- |
|      | PDC   | 基督教民主黨              | 雷納爾多·卡巴洛                                 | 1 / 84         | 3 / 262        | 0 / 20         |
|      | CD    | 民主變革                  | 哈維爾·米利安 Javier Milián                     | 0 / 84         | 0 / 262        | 0 / 20         |
|      | FMLN  | 法拉本多·马蒂民族解放阵线 | 奧斯卡·歐提茲                                   | 4 / 84         | 30 / 262       | 1 / 20         |
|      | GANA  | 國家團結大聯盟            | 納爾遜·瓜爾達多 Nelson Guardado                 | 5 / 84         | 27 / 262       | 1 / 20         |
|      | V     | 走吧                      | 塞西亞·里瓦斯 Cesia Rivas                       | 1 / 84         | 1 / 262        | Did not run    |
|      | PCN   | 國家聯盟黨                | 曼努埃爾·羅德里格斯 Manuel Rodríguez            | 2 / 84         | 14 / 262       | 1 / 20         |
|      | ARENA | 國家共和聯盟              | 卡洛斯·加西亞·薩阿德 Carlos García Saade        | 14 / 84        | 35 / 262       | 3 / 20         |
|      | NI    | 新理念                    | 哈維爾·扎布拉·布格磊                            | 56 / 84        | 152 / 262      | 14 / 20        |
|      | NT    | 新時代                    | 安迪·法勒 Andy Failer                           | 1 / 84         | 0 / 262        | 未參選         |
|      | DS    | 薩爾瓦多民主黨            | 阿道夫·薩盧梅·阿蒂尼亞諾 Adolfo Salume Artiñano | 0 / 84         | 未參選         | 未參選         |
|      | PAIS  | 薩爾瓦多獨立黨            | 羅伊·加西亞 Roy García                          | 新政黨         | 新政黨         | 新政黨         |
|      | FPS   | 薩爾瓦多愛國者兄弟會      | 奧斯卡·莫拉萊斯·萊姆斯 Óscar Morales Lemus      | 未參選         | 未參選         | 未參選         |
|      | FS    | 團結力量                  | 里戈貝爾托·索托 Rigoberto Soto                  | 新政黨         | 新政黨         | 新政黨         |

此外，各個公民運動也試圖在最高選舉法院註冊以獲得政黨地位並參加2024年的選舉。這些公民運動包括公民力量、真正的共和運動、真正的薩爾瓦多運動（MAS）、我們將建立一個新薩爾瓦多、薩爾瓦多退伍軍人黨、我們是（Somos）和i。 公民力量（Citizen Power）在2023年3月宣布舉行初選，但最高選舉法院認為該公告無效，因為他們沒有登記參加2024年選舉。 2023年4月中旬，該黨向最高選舉法院提交了50,000個簽名，期望能註冊為政黨。 真正的薩爾瓦多運動（MAS）在2023 年4月初放棄註冊。 2022年底，i領導人保羅·蒙羅伊（Paul Monroy）宣布放棄註冊。

### 登記選民
居住在薩爾瓦多的年滿18歲的薩爾瓦多公民必須在2023年8月7日之前登記投票， 而居住在國外的薩爾瓦多公民必須在2023年11月5日之前登記投票。 國內的薩爾瓦多公民要修改唯一身分證件上的居住地址的話，必須在2023年4月3日之前更改，而居住在國外的薩爾瓦多公民則須在2023年11月5日之前更改。 最高選舉法院法官吉列爾莫·威爾曼（Guillermo Wellman）表示，在該國打擊幫派期間被捕的人將失去投票資格。 在立法選舉中，來自國外的選票將被計入聖薩爾瓦多省選票中。 本次登記選民為6,214,399名。

## 總統選舉

### 登記候選人
六個政黨的總統和副總統候選人已在最高選舉法院正式登記。
| 政黨 | 政黨                      | 候選人          | 候選人                                                                                           | 競選夥伴         | 競選夥伴                                     | 提名日期      | 登記日期      | 註釋            |
| ---- | ------------------------- | --------------- | ------------------------------------------------------------------------------------------------ | ---------------- | -------------------------------------------- | ------------- | ------------- | --------------- |
|      | 新理念                    | Nayib Bukele    | 納伊布·布格磊 第43任薩爾瓦多總統 (2019–) 聖薩爾瓦多市長 (2015–2018) 新庫斯卡特蘭市長 (2012–2015) | Félix Ulloa      | 費利克斯·烏佑亞 第43任薩爾瓦多副總統 (2019–) | 2023年7月9日  | 2023年11月3日 | [ 180 ] [ 181 ] |
|      | 國家共和聯盟              | Joel Sánchez    | 霍埃爾·桑切斯 Joel Sánchez                                                                       | Hilcia Bonilla   | 希爾西亞·博尼拉 Hilcia Bonillaz              | 2023年7月16日 | 2023年11月9日 | [ 182 ] [ 183 ] |
|      | 法拉本多·马蒂民族解放阵线 | Manuel Flores   | 曼努埃爾·弗洛雷斯 立法議會議員 (2012–2021) 克薩爾特佩克市長 (2003–2012)                          | Werner Marroquín | 維爾納·馬羅金 Werner Marroquín               | 2023年7月16日 | 2023年11月3日 | [ 180 ] [ 184 ] |
|      | 新時代                    | Luis Parada     | 路易斯·帕拉達                                                                                    | Celia Medrano    | 希莉亞·梅德拉諾                              | 2023年7月15日 | 2023年11月9日 | [ 183 ] [ 185 ] |
|      | 團結力量                  | Javier Renderos | 哈維爾·雷德羅斯 Javier Renderos                                                                  | Rafael Montalvo  | 拉斐爾·蒙塔爾沃 Rafael Montalvo              | 2023年7月24日 | 2023年11月9日 | [ 183 ] [ 186 ] |
|      | 薩爾瓦多愛國者兄弟會      | Marina Murillo  | 瑪麗娜·穆里略 Marina Murillo                                                                     | Fausto Carranza  | 福斯托·卡蘭薩 Fausto Carranza                | 2023年8月27日 | 2023年11月9日 | [ 183 ] [ 187 ] |

## 議會
新理念在第13屆立法議會為多數黨，並獲得國家團結大聯盟、基督教民主黨與國家聯盟黨支持。反對黨則有國家共和聯盟、法拉本多·马蒂民族解放阵线、新時代及走吧。 在中美洲議會中，新理念和國家團結大聯盟的15名代表屬於中間民主一體化黨團，國家共和聯盟和國家聯盟黨的4名代表屬於一體化民主團結黨團（Integrationist Democratic Unity），馬解陣線唯一的代表屬於左派議會黨團。
2021年立法選舉之後的幾年內，國家共和聯盟的3名代表和22名市長、馬解陣線的11名市長以及國家團結大聯盟的1名代表和2名市長脫黨成為獨立人士。.

## 競選活動
最高選舉法院規定各政黨必須在2023年3月5日前宣布初選。 法院最初要求各政黨在2023年7月5日之前舉行初選， 但在立法議會於2023年6月投票縮減市鎮數量後，最高選舉法院將舉行初選的最後期限延後至2023年7月20日。 政黨必須在2023年8月7日前登記總統和立法選舉聯盟，2023年9月4日前組成市政選舉和中美洲議會選舉聯盟。 本次共有7名總統候選人、7名副總統候選人、313名立法議會候選人、202名市政候選人和80名中美洲議會候選人。 根據公民行動的數據，只有67,415名（即26.4%）註冊黨員在政黨初選中投票，這是該組織自2015年初選以來的最低比例。
最高選舉法院監管Facebook、TikTok、Twitter和Instagram上的競選活動， 但沒有規範國外的競選活動。 下表列出了最高選舉法院規定的選舉登記和競選日期。
| 選舉類型       | 登記時間                        | 競選時間                      | 選舉日期     |
| -------------- | ------------------------------- | ----------------------------- | ------------ |
| 總統和副總統   | 2023年9月7日 – 2023年10月26日   | 2023年10月3日 – 2024年1月31日 | 2024年2月4日 |
| 立法意義會代表 | 2023年9月7日 – 2023年10月26日   | 2023年12月3日 – 2024年1月31日 | 2024年2月4日 |
| 中美洲議會代表 | 2023年9月7日 – 2023年11月23日   | 2023年1月2日 – 2024年2月28日  | 2024年3月3日 |
| 市鎮市長與議會 | 2023年10月16日 – 2023年11月23日 | 2023年2月5日 – 2024年2月28日  | 2024年3月3日 |

在競選開始前，一些新理念政治人物開始在Twitter上宣傳，其他人則透過Google Ads購買線上廣告。洛佩茲批評這些競選活動違反了選舉法第172條。 法律專家和反對派政界人士還指責新理念在2023年10月3日總統競選開跑前「宣傳納伊布·布格磊的形象」，並呼籲最高選舉法院對新理念所謂的早期競選活動採取行動。 2023年10月，最高選舉法院表示正在調查20至25起提早競選案件。 2024年2月4日，即選舉冷靜期開始四天後，布格磊呼籲選民投票給他。國家共和聯盟譴責該黨「不尊重憲法和法律」。

### 新理念
2023年2月，卡斯楚表示，新理念的目標是在立法議會中贏得70個席位，而且該黨無意與任何其他政黨結盟。 在減少市鎮和立法議會席位後，卡斯楚表示，新理念預計將贏得所有44個市鎮和立法議會的所有60個席位。 卡斯楚修改。
新理念代表在美國舉辦活動，會見薩爾瓦多僑民並支持布格磊競選連任。愛德華多·艾斯科巴（Eduardo Escobar）對此表示，依據憲法有關候選人宣傳的規定，這些活動不合法。 新理念在休士頓、 洛杉磯、 紐約市、 尤寧戴爾、 和華盛頓特區舉辦活動。 2023年6月1日，當布格磊在立法議會發表演說慶祝就任第四週年時，立法議會內有一群布格磊的支持者，他們舉著寫有「#Nayib2024」的標語和支持布格磊連任的旗幟。支持者也為布格磊和新理念議員歡呼，向反對派代表發出噓聲，並高喊支持連任的口號。
2023年6月25日，布格磊和烏佑亞登記為新理念總統和副總統的預候選人。 在宣布登記的推文中，新理念表示「新理念無敵」。 該黨原定於7月2日舉行初選， 但在削減市鎮獲得議會批准後，該黨將初選延後至7月9日。. 據卡斯楚表示，大多數新理念代表正在尋求連任。 7月9日，新理念正式確定了布格磊和烏佑亞的總統和副總統競選資格。 他們在無人競爭的情況下競選，贏得了44,398票。 初選期間，也確認了60名立法候選人、 44名市鎮候選人、 20名中美洲議會候選人的資格。 新理念與國家團結聯盟在San Miguel Centro合組市政聯盟，並與民主變革在Sonsonate Oeste和Santa Ana Norte合作。
新理念於2023年10月20日向最高選舉法院登記其60名立法議會候選人和20名中美洲議會候選人， 同時，布格磊在登記最後期限的10月26日向最高選舉法院登記參選。 登記後，他向法院外的支持者發表演說，他們高呼「再五（年）」、「連任」和「不退一步」等口號。 最高選舉法院於11月3日正式確認布格磊為為候選人， 11月21日正式確認立法議會候選人，2024年1月8日正式確認中美洲議會候選人。
布格磊呼籲他的支持者在立法議會中為新理念拿下四分之三多數席位，以便他在第二個任期內繼續打擊幫派。 他在影片中表示，即使新理念只失去一個席位，反對派將「解放幫派成員並利用他們上台」， 但該說法遭到反對派否認。 他也在社交媒體上表示，繼續相信並投票支持反對派的人「看不見，因為他們不想看到；他們不會改變」。 布格磊表示，只要國際社會尊重薩爾瓦多作為合作夥伴而不是屈從者，他願意與國際社會合作，並補充說薩爾瓦多可以「改變」。

### 國家共和聯盟
2022年12月，國家共和聯盟主席卡洛斯·賈西亞·薩阿德（Carlos García Saade）表示，他們尋求代表和市長的「最大數量」， 2023年5月補充說，該黨希望立法議會能大於25席，以及贏得125個市鎮。 在減少市鎮和立法議會席位後，他將目標修改為至少25名議員和30個市鎮。
2022年10月26日，賈西亞·薩阿德宣布，他們不會為了擊敗布格磊而在2024年選舉與馬解陣線結盟。他表示，與馬解陣線聯手將「使雙方都弱化」，他希望國家共和聯盟成為反布格磊民眾的替代選擇。 儘管他排除與馬解陣線結盟的可能性，但他仍然對與其他政黨結盟持開放態度。 在2023 年3月26日舉行的黨領導層就職典禮上，賈西亞·薩阿德表示，該黨正在尋求組成聯盟，並在徵詢一個人作為「薩爾瓦多的替代者」來領導該國反對派。 5月22日，數位媒體《薩爾瓦多》報導，國家共和聯盟正在與馬解陣線、走吧和新時代進行談判，以組建總統選舉聯盟來對抗布格磊。 國家共和聯盟領導人承認該黨參與了談判A 但否認該黨正在籌組聯盟， 賈西亞·薩阿德證實國家共和聯盟已決定不組聯盟。
2023年7月9日，國家共和聯盟正式宣布旅美企業家霍埃爾·桑切斯（Joel Sánchez）和希爾西亞·博尼拉（Hilcia Bonillaz）為該黨總統和副總統候選人。 桑切斯的候選資格是由公民運動「公民抵抗」於2023年6月15日提出， 不過他最初的競選搭檔是薩爾瓦多獨立黨（PAIS）領導人羅伊·賈西亞（Roy García）妻子哈迪·加西亞（Hardy García）。 哈迪·加西亞在收到「威脅」後退出。 當最初提議桑切斯時，公民抵抗領導人米格爾·福廷·馬加尼亞（Miguel Fortín Magaña）希望有政黨能接受提議，並同意桑切斯代表其他政黨參選。
國家共和聯盟的初選原定於2023年6月18日舉行， 後來改至7月2日， 之後再延到7月9日， 最後定於7月16日。 初選候選人的註冊時間在5月15日結束。賈西亞·薩阿德表示，為了安全起見，不會公開總統預選候選人的姓名，並聲稱他們受到政府人員和政府機構的威脅。 7月16日，國家共和聯盟分別選出桑切斯和博尼利亞為總統及副總統候選人。 該黨還選出42名市鎮候選人和60名立法議會候選人。 根據公民行動報導，國家共和聯盟表示，由於候選人受到威脅，因此不會披露全部候選人名單。
2023年7月25日，桑切斯表示，如果是「我們國家和人民的決定」，那他願意放棄競選，以便找到更「合適」的人選。 2023年8月下旬UFG公佈民調，桑切斯的支持率為4.3%，中美洲大學前教授茱莉亞·伊芙琳·馬丁尼茲 (Julia Evelyn Martínez) 表示，桑切斯由於民意支持率較低，正考慮退出競選。 2023年9月，賈西亞·薩阿德表示，他相信桑切斯能夠在第二輪選舉中贏得總統職位。 國家共和聯盟於2023年10月9日向最高選舉法院登記桑切斯和博尼拉的候選人資格。 10月26日，該黨開始登記所有全部60名立法選舉候選人。. 11月23日，該黨開始登記所有20名中美洲議會候選人。 最高選舉法院於11月13日正式登記桑切斯和博尼拉的候選人資格，並於12月16日及2024年1月8日分別登記立法選舉候選人與中美洲議會候選人。
桑切斯表示，例外狀態「必須停止」， 認為它「為濫用權力、腐敗和以權謀私提供了機會」。桑切斯承諾將審查經濟、稅收、教育和農業政策，以確定哪些政策是成功的，哪些是失敗的。他將採用比特幣作為法定貨幣稱為「可能是（布格磊）政府做出的最糟決定」，並指出這導致國際貨幣基金組織拒絕支持薩爾瓦多，使得政府損失數百萬美元。 桑切斯和博尼拉表示，他們將透過「建立我們有效的司法系統」來促進投資，桑切斯聲稱他已經在與潛在的投資者進行談判。 桑切斯支持與台灣恢復外交關係，因為他認為台灣是比中國「更好的盟友」，理由是在2018年與台灣斷交前有更好的交換學生計劃和貿易協議。他反對減少市鎮數量，認為這會導致該國部分地區被市長忽視。 2023年10月，桑切斯宣布他將把影片上傳到TikTok，這將使薩爾瓦多年輕人願意支持他參選。

## 選舉結果

### 總統選舉結果
最高選舉法院於2024年2月9日公佈了總統選舉的最終結果。布格磊以84.65%的得票率獲勝。 布格磊是薩爾瓦多史上第一位獲得超過200萬張選票的總統候選人。 其他候選人中，弗洛雷斯獲得了6.40%的選票，桑切斯獲得了5.57%的選票，帕拉達獲得了2.04%的選票，雷德羅斯和穆里略的得票率均不到1%。 2月18日，最高選舉法院批准總統選舉結果， 2月29日，最高選舉法院授予布格磊和烏佑亞總統和副總統證書。
| 候选人                                       | 候选人             | 竞选搭档           | 政党                      | 票数      | %      |
| -------------------------------------------- | ------------------ | ------------------ | ------------------------- | --------- | ------ |
|                                              | 納伊布·布格磊      | 費利克斯·烏佑亞    | 新理念                    | 2,701,725 | 84.65  |
|                                              | 曼努埃爾·弗洛雷斯  | 維爾納·馬羅金      | 法拉本多·马蒂民族解放阵线 | 204,167   | 6.40   |
|                                              | 霍埃爾·桑切斯      | 希爾西亞·博尼拉    | 國家共和聯盟              | 177,881   | 5.57   |
|                                              | 路易斯·帕拉達      | 希莉亞·梅德拉諾    | 新時代                    | 65,076    | 2.04   |
|                                              | 哈維爾·雷德羅斯    | 拉斐爾·蒙塔爾沃    | 團結力量                  | 23,473    | 0.74   |
|                                              | 瑪麗娜·穆里略      | 福斯托·卡蘭薩      | 薩爾瓦多愛國者兄弟會      | 19,293    | 0.60   |
| 总共                                         | 总共               | 总共               | 总共                      | 3,191,615 | 100.00 |
|                                              |                    |                    |                           |           |        |
| 有效票数                                     | 有效票数           | 有效票数           | 有效票数                  | 3,191,615 | 97.65  |
| 无效票数                                     | 无效票数           | 无效票数           | 无效票数                  | 61,787    | 1.89   |
| 空白票数                                     | 空白票数           | 空白票数           | 空白票数                  | 15,064    | 0.46   |
| 总票数                                       | 总票数             | 总票数             | 总票数                    | 3,268,466 | 100.00 |
| 已登记选民／投票率                           | 已登记选民／投票率 | 已登记选民／投票率 | 已登记选民／投票率        | 6,214,399 | 52.60  |
| 资料来源：TSE，存档于（存檔日期 2024-02-23） |                    |                    |                           |           |        |

### 立法議會選舉結果
最高選舉法院於2月18日公佈了立法選舉最終結果：新理念囊括了60個席位中的54席，佔絕對多數。國家共和聯盟（ARENA）和國家聯盟黨（PCN）均獲得2席，走吧（Vamos）和基督教民主黨（PDC）各獲得1席。 馬解陣線（FMLN）、國家團結大聯盟（GANA）和新時代失去了所有席位，而民主變革和團結力量則未能贏得任何席次。 此外，新時代和民主變革未能獲得超過50,000票，根據《政黨法》第47條C節的規定，可能會失去在最高選舉法院的註冊資格。 2024年3月18日，最高選舉法院批准立法選舉結果， 3月20日，授予當選代表立法資格
2024年2月25日，公民行動發布了其調查結果，表示如果採用2023年6月選舉改革之前的選舉方式—使用黑爾數額最大餘額法，立法議會席位沒有從84席減少到60席，以及沒有考慮僑民—立法議會的組成將是新理念60席、國家共和聯盟7席、馬解陣線6席、國家團結大聯盟和走吧各3席，基督教民主黨和國家聯盟黨各2席、新時代1席。其結論指出，改革僅有利於新理念，即使沒有改革，該黨及其盟友也將握有三分之二多數。
| A parliament diagram chart depicting the results of the 2024 Salvadoran legislative election totaling 60 seats | A parliament diagram chart depicting the results of the 2024 Salvadoran legislative election totaling 60 seats | A parliament diagram chart depicting the results of the 2024 Salvadoran legislative election totaling 60 seats | A parliament diagram chart depicting the results of the 2024 Salvadoran legislative election totaling 60 seats | A parliament diagram chart depicting the results of the 2024 Salvadoran legislative election totaling 60 seats | A parliament diagram chart depicting the results of the 2024 Salvadoran legislative election totaling 60 seats |
| 政党 | 政党 | 票数 | % | 席数 | +/– |
| --- | --- | --- | --- | --- | --- |
| | 新理念 | 2,200,332 | 70.56 | 54 | –2 |
| | 國家共和聯盟                                                                                                   | 227,357 | 7.29 | 2 | –12 |
| | 法拉本多·马蒂民族解放阵线                                                                                      | 195,920 | 6.28 | 0 | –4 |
| | 國家聯盟黨 | 101,641 | 3.26 | 2 | – |
| | 國家團結大聯盟                                                                                                 | 99,344 | 3.19 | 0 | –5 |
| | 基督教民主黨                                                                                                   | 93,108 | 2.99 | 1 | – |
| | 走吧 | 91,675 | 2.94 | 1 | – |
| | 團結力量 | 51,021 | 1.64 | 0 | New |
| | 新時代 | 41,060 | 1.32 | 0 | –1 |
| | 民主變革 | 12,165 | 0.39 | 0 | – |
| | 基督教民主黨–國家聯盟黨                                                                                        | 4,913 | 0.16 | 0 | – |
| 总共 | 总共 | 3,118,536 | 100.00 | 60 | –24 |
| | | | | | |
| 有效票数 | 有效票数 | 3,118,536 | 96.46 | | |
| 无效票数 | 无效票数 | 74,146 | 2.29 | | |
| 空白票数 | 空白票数 | 40,208 | 1.24 | | |
| 总票数 | 总票数 | 3,232,890 | 100.00 | | |
| 已登记选民／投票率                                                                                             | 已登记选民／投票率                                                                                             | 6,214,399 | 52.02 | | |
| 资料来源：TSE，存档于（存檔日期 2024-03-03）                                                                   | | | | | |

### 市鎮選舉結果
所有44個市鎮均已宣布獲勝者。 新理念、國家團結大聯盟、基督教民主黨、國家聯盟黨、團結力量和國家共和聯盟都贏得了至少一名市長職位，而馬解陣線、走吧、新時代、民主變革和薩爾瓦多愛國者兄弟會則沒有贏得任何市長職位。 本次市政選舉投票率是1992年薩爾瓦多內戰結束以後最低紀錄。 反對黨在44個市鎮中的16個市鎮拿下1名市長、1名受託人、24名專有議員和23名代理議員；這約佔所有市議會職位的10%。其餘90%職位由新理念及其盟友贏得。
根據《新聞報》報導，如果沒有減少市鎮數量，新理念仍將贏得最多的市鎮，但僅贏得122個，未過半，低於2021年的152個。未能贏得任何市鎮的馬解陣線和民主變革將分別贏得21個和1個市鎮。
最高選舉法院於2024年4月初向當選市長和議會成員頒發證書。
| A parliament diagram chart depicting the results of the 2024 Salvadoran municipal election totaling 44 seats | A parliament diagram chart depicting the results of the 2024 Salvadoran municipal election totaling 44 seats | A parliament diagram chart depicting the results of the 2024 Salvadoran municipal election totaling 44 seats | A parliament diagram chart depicting the results of the 2024 Salvadoran municipal election totaling 44 seats | A parliament diagram chart depicting the results of the 2024 Salvadoran municipal election totaling 44 seats | A parliament diagram chart depicting the results of the 2024 Salvadoran municipal election totaling 44 seats |
| 政党 | 政党 | 票数 | % | 席数 | +/– |
| --- | --- | --- | --- | --- | --- |
| | 新理念 | 632,245 | 39.12 | 26 | –124 |
| | 國家團結大聯盟                                                                                               | 216,664 | 13.41 | 6 | –21 |
| | 基督教民主黨                                                                                                 | 180,377 | 11.16 | 4 | +3 |
| | 國家共和聯盟                                                                                                 | 158,089 | 9.78 | 1 | –34 |
| | 國家聯盟黨                                                                                                   | 148,661 | 9.20 | 3 | –10 |
| | 法拉本多·马蒂民族解放阵线                                                                                    | 125,733 | 7.78 | 0 | –30 |
| | 團結力量 | 70,455 | 4.36 | 1 | New |
| | 民主變革 | 52,356 | 3.24 | 0 | – |
| | 新時代 | 15,202 | 0.94 | 0 | – |
| | 走吧 | 8,994 | 0.56 | 0 | –1 |
| | 薩爾瓦多愛國者兄弟會                                                                                         | 7,449 | 0.46 | 0 | – |
| | 新理念–民主變革                                                                                              | | | 2 | – |
| | 國家聯盟黨–基督教民主黨                                                                                      | | | 1 | – |
| | 新理念–國家團結大聯盟                                                                                        | | | 0 | – |
| | 國家團結大聯盟–國家聯盟黨                                                                                    | | | 0 | – |
| | 團結力量–民主變革                                                                                            | | | 0 | – |
| 总共 | 总共 | 1,616,225 | 100.00 | 44 | –218 |
| | | | | | |
| 有效票数 | 有效票数 | 1,616,225 | 98.11 | | |
| 无效票数 | 无效票数 | 27,278 | 1.66 | | |
| 空白票数 | 空白票数 | 3,865 | 0.23 | | |
| 总票数 | 总票数 | 1,647,368 | 100.00 | | |
| 已登记选民／投票率                                                                                           | 已登记选民／投票率                                                                                           | 5,517,754 | 29.86 | | |
| 资料来源：TSE (78.27% counted) via El Diario de Hoy                                                          | | | | | |

### 中美洲議會選舉結果
本次投票率為25年來最低，僅29.88%。 《新聞報》將低投票率和近10%的空白選票及無效票歸因於中美洲議會在薩爾瓦多國內普遍不受歡迎，許多無效選票是質疑中美洲議會的功能或相關訊息。 最高選舉法院於2024年4月初向當選的中美洲議會代表頒發證書。
| A parliament diagram chart depicting the results of the 2024 Salvadoran PARLACEN election totaling 20 seats | A parliament diagram chart depicting the results of the 2024 Salvadoran PARLACEN election totaling 20 seats | A parliament diagram chart depicting the results of the 2024 Salvadoran PARLACEN election totaling 20 seats | A parliament diagram chart depicting the results of the 2024 Salvadoran PARLACEN election totaling 20 seats | A parliament diagram chart depicting the results of the 2024 Salvadoran PARLACEN election totaling 20 seats | A parliament diagram chart depicting the results of the 2024 Salvadoran PARLACEN election totaling 20 seats |
| 政党 | 政党 | 票数 | % | 席数 | +/– |
| --- | --- | --- | --- | --- | --- |
| | 新理念 | 799,433 | 53.75 | 13 | –1 |
| | 國家共和聯盟                                                                                                | 163,433 | 10.99 | 2 | –1 |
| | 法拉本多·马蒂民族解放阵线                                                                                   | 122,926 | 8.26 | 2 | +1 |
| | 國家團結大聯盟                                                                                              | 116,549 | 7.84 | 2 | +1 |
| | 基督教民主黨                                                                                                | 114,370 | 7.69 | 1 | +1 |
| | 國家聯盟黨                                                                                                  | 91,474 | 6.15 | 0 | –1 |
| | 團結力量 | 48,856 | 3.28 | 0 | New |
| | 民主變革 | 30,284 | 2.04 | 0 | – |
| 总共 | 总共 | 1,487,325                                                                                                   | 100.00 | 20 | 0 |
| | | | | | |
| 有效票数 | 有效票数 | 1,487,325                                                                                                   | 90.22 | | |
| 无效票数 | 无效票数 | 86,824 | 5.27 | | |
| 空白票数 | 空白票数 | 74,345 | 4.51 | | |
| 总票数 | 总票数 | 1,648,494                                                                                                   | 100.00 | | |
| 已登记选民／投票率                                                                                          | 已登记选民／投票率                                                                                          | 5,517,754                                                                                                   | 29.88 | | |
| 资料来源：TSE                                                                                               | | | | | |